# Archaeornithoides deinosauriscus
L'archeornitoide (Archaeornithoides deinosauriscus) è un dinosauro carnivoro appartenente ai celurosauri. Visse nel Cretaceo superiore (Campaniano, circa 72 milioni di anni fa). I suoi resti fossili sono stati scoperti in Mongolia. È stato ritenuto un prossimo parente degli uccelli.

## Descrizione
I resti di questo dinosauro consistono in un frammento di cranio di un esemplare giovane, comprendente mascelle, mandibole e ossa del palato. Archaeornithoides, che doveva essere di dimensioni minuscole, è stato descritto come il più prossimo parente degli uccelli all'epoca della sua prima descrizione (1992) in quanto possedeva alcune caratteristiche craniche che si riscontrano negli uccelli odierni ma, fino ad allora, combinate insieme non erano state riscontrate in alcun dinosauro teropode noto: condotti pneumatici, ampie aperture palatali, una particolare sutura tra mascellare e premascellare, mancanza di placche ossee interdentali e denti non seghettati. Da allora, però, queste caratteristiche sono state riscontrate in alcuni teropodi troodontidi e dromeosauridi.

## Classificazione
Le curiose caratteristiche del cranio di Archaeornithoides hanno portato i paleontologi a notare somiglianze di volta in volta con gli uccelli, i troodontidi e addirittura Baryonyx. Successivamente, è stato proposto che Archaeornithoides potesse essere un esemplare giovane di un troodonte già noto negli stessi giacimenti, come Saurornithoides o Byronosaurus; tuttavia, le caratteristiche craniche dei giovani troodonti perdurano allo stadio adulto, e non si conosce alcun fossile che possa corrispondere alla forma adulta di Archaeornithoides. Attualmente questo animale viene assegnato, con qualche dubbio, alla famiglia dei troodontidi.

## Una preda dei mammiferi primitivi?
I paleontologi Elzanowski e Wellnhofer (1993) notarono che l'esemplare di Archaeornitoides presentava segni di morsi distintivi, e suggerirono che la sua scatola cranica possa essere stata morsa da un mammifero della taglia di una faina (ad es. Deltatheridium, comune nello stesso giacimento). Un altro studio (Clark et al., 2002) ha posto in evidenza che l'esemplare potrebbe anche essere passato attraverso il canale digerente del predatore, prima di fossilizzarsi. Se ciò fosse vero, questo potrebbe essere il primo esempio di predazione da parte di un mammifero mesozoico su un dinosauro (si veda Repenomamus).